# 龔起鳳
龔起鳳（1524年—1574年），字瑞周，南直隸蘇州府太倉州籍崑山縣人，明朝政治人物。

## 生平
龔起鳳曾用名周起鳳中嘉靖三十七年（1558年）戊午科舉人，四十一年（1562年）中壬戌科會試副榜，復本名後授定州學正，朝廷降任的知州譏諷他，他為免得失對方沒有回應，負責河南鄉試時又曾和御史爭論，陞大理寺司務，例應捐納免役錢，大理寺卿王篆向他徵收沒回音，王篆怒而鞭笞其僕役，他也鞭笞對方僕役遭彈劾，貶謫為嚴州教授。
隆慶三年（1569年），龔起鳳改官杞縣知縣，審訊獄中囚犯三百人，釋放大部分含冤入獄者，剩下十二人繼續囚禁；歸德府的李豪殺人後賄賂知縣而免除死刑，監司徵召他前往審訊，未到二十里知縣派下屬私下拿著千金前來迎接，他極為生氣，用錢囊擲向吏員，對方流血披面而去，李豪最終被治罪。縣內有馬夫五百金例入知縣私財，他就拿來興建倉庫供驛遞往來，而餘下費用都歸公帑，每天只吃蔬菜一盤，僕人都不勝困苦逃歸，他卻處之泰然；某御史到杞縣巡視，他因為供給不令對方滿意，而在考察中被評為不及而遭罷官。杞縣習俗會由父老率領子弟，盛大的帶領賢明知縣走遍大街小巷才送別，他離任時縣人爭相聚集在縣庭請求帶領遊歷，他不能推卻，於是自縣齋出門，人們都歡呼唱歌、手持瓣香嚮導前行，數日不止。離去時眾人再湊錢三百金給他送行五百里，使者說：「君郎不念家，只行路嗎？」他回答：「勞苦了父老，我獨行可沒有恐懼。」周王朱在鋌聽聞其賢行也送贈他厚禮，他也力辭，說：「罷吏感謝王爺，願留金錢惠及百姓。」回鄉後以種韭菜為業，鄉民給錢就可以到田裡收割，人稱「龔公韭」，四年後在萬曆二年（1574年）去世，享年五十一，女婿卻因為自己曾冒充受金錢被他厭惡，準備棺材時就憤怒的說：「即管親近螻蟻吧，不要弄污我。」友人張振之出資處理後事，他的屍體才能下葬，王錫爵為他寫下墓誌銘。

## 引用
- 王世懋《故杞县令龔君瑞周墓誌銘》

1. 1 2  民國《太倉州志·卷十九·人物三》：龔起鳳，字瑞周，始冒周姓名江，嘉靖三十七年舉人，復姓名授定州學正，時知州由中朝左遷諷起鳳，拜持不可，曰：「無兩失也。」應聘典中州試，數與御史爭，尋擢大理寺司務，胥例納免役錢，正卿王篆屬起鳳徵不應，篆怒笞其役，起鳳亦笞篆役被劾。謫嚴州學正，遷知縣，見囚三百人多冤濫悉縱去，留十二人；歸德府李某殺人賄令脫死，上官移起鳳訊，未至二十里令欸迎惟謹，至則私致千金，起鳳叱退窮治伏罪。縣故有馬價，夫價金五百，起鳳以歸官，日蔬菜一簋，僕不勝困皆逃歸，則日給小史銀二分具飲食；御史行縣供帳儉，率監司謂曰：「按君嚴重，奈何令坐折腳床？」起鳳曰：「瑣事安問此？」監司匿笑：「亡何以不及論罷縣為罷市？」既行，泣送者萬人，又醵三百金請曰：「使君郎不念家當顧行路？」起鳳曰：「勞苦父老，我單行可無恐。」郤去周王以百金，贐亦郤不受，曰：「罷吏謝王，願留惠百姓。」既歸灌園，園惟種韭，里中持錢往則開園韭刈，若不知為官，時人稱龔公韭，如是積年乃卒。卒時壻為具棺，先是壻嘗冒受金為起鳳所惡，至是張目云：「即親螻蟻，毋污我。」友人張振之合錢治後事，始得殯云。
2. ↑  光緒《崑新兩縣續修合志·卷十八·選舉表二》：嘉靖三十七年戊午科（舉人）……龔起鳳 瑞周，榜姓周，太倉籍，杞縣知縣，見政績
3. ↑  光緒《崑新兩縣續修合志·卷二十五·政績》：龔起鳳，字瑞周，從父瑾以貢授曲江諸縣，有清廉名；起鳳以太倉籍舉嘉靖戊午鄉試，壬戌中乙榜，授定州學正，清強有守，應河南聘為考官，以薦入為大理司務。寺卿王篆屬徵免役錢甚急，起鳳弗與徵，篆怒笞其隸，起鳳亦笞篆役被劾。謫嚴州教授，遷杞縣知縣，獄內有囚三百人多冤者，訊得遺之留十二人，歸德府李豪殺人賄其令脫死，監司檄起鳳往訊，令使吏持千金以進，起鳳大怒以囊擲吏，流血披面而去，卒伏豪辜。縣故有馬夫值金五百例入令，起鳳貯庫供驛遞往來，費俸薪所餘悉歸公帑；御史某行縣，銜其無所供，坐以不及罷，既歸居荒圃中，課小學數人，灌園自給，園惟種韭，人稱龔公韭，年五十一卒，無以為殮，同年生浙江副使太倉張振之倡捐以殮且葬之新塘里，同年生王錫爵誌其墓。
4. ↑  乾隆《杞縣志·卷九·職官志》：龔起鳳，太倉州人，隆慶三年以舉人知杞縣，性狷介慈仁，人稱「龔佛子」，在任不攜眷屬，布衣脫粟僅僅自給而已，時里甲負累則極力挽之，即權要過杞亦傳廚不供，以此獲戾上官，垂橐而去，邑人稱其清介第一云。
5. ↑  《古今圖書集成·明倫彙編·官常典·卷六百四十九·縣令部名臣列傳四》：按《明外史循吏傳》：「起鳳，字瑞周，崑山人。嘉靖三十七年舉於鄉，為杞縣知縣。一意愛民，諸所興革，直行己志。獄囚三百，訊問多冤者，止留十二人，餘悉縱遣，即上官勾捕，執弗與。所頒令有不便者，輒格之。商丘大猾，恣睢殺人，賄其令為脫罪。監司檄起鳳覆讞，未至二十里，令出迎甚恭，囑起鳳毋竟。至縣，密遣人致千金，起鳳大怒，舉囊提其額，流血被面，竟窮治伏辜。縣有馬夫價五百，或謂令得自取，起鳳貯之庫，以供郵傳資，自月俸外，毫釐無取，官舍蕭然，兩蒼頭不勝困，先後逃去，夜自闔門而寢，處之晏如。御史按部至，供張陋甚，寒夜罏火勿繼，銜之，出俸金自市，起鳳亦不顧。監司召謂之曰：「按君嚴重，可令坐折足床耶？」對曰：「此瑣事，令安從知？」監司為掩口。御史怒，故久於杞，欲伺其陰事，竟不可得。乃檄開封長吏，盡集杞考覈以疲之。事竟，語之曰：「吾知若廉，但不任治劇，吾為若移之。」對曰：「令即不可，荷一肩行李去耳，何移為？御史？」竟注不及當調，遂治行。杞故事：有賢令去，父老率其子弟盛儀從，擁令游衢巷，乃聽去。至是爭集縣庭請游。起鳳辭不得，從之縣齋，不扃而出，萬眾歡呼，各手瓣香，行歌前導，即委巷無不至，如是屢日不休。既去，醵白金三伯，追五百里送之。周王聞其賢，亦有厚遺，皆力辭不納。歸四年卒。鄉人共殯殮之。